# Acoela
Acoela zijn een orde die behoren tot de Acoelomorpha. Acoela zijn kleine, primitieve, tweezijdig symmetrische ongewervelden. Het is een van de eenvoudigste triploblasten (dieren die bestaan uit drie lagen cellen). Hun afmetingen variëren tussen 0,5 mm en 15 mm.  
De orde telt 16 families, waaronder ongeveer 370 soorten ingedeeld zijn.
Acoela zijn van groot belang bij de studie van de evolutietheorie omdat ze een goede representant kunnen zijn voor een gemeenschappelijke voorouder van alle bilateria (dieren die tweezijdig symmetrisch zijn).

## Anatomie
Zelfs in vergelijking met de Platyhelminthes (platwormen) hebben Acoela een eenvoudige anatomie. Hun buitenste laag, de epidermis, is bedekt met trilharen die beweging mogelijk maken. Een hart en vaatstelsel is afwezig.

### Spijsvertering en uitscheiding
Acoela beschikken over een mond, waarmee ze voeding opnemen. Ze voeden zich voornamelijk met eencellige algen. Hun opening bevindt zich vaak in het midden van hun ventrale zijde. Bij de groep Diopisthoporidae is de mondopening meer naar de achterzijde (waar de staart zich bevindt) gelegen. Acoela hebben geen darmholte. Hun spijsverteringsstelsel bestaat uit een syncytium waarbinnen zich vacuolen vormen rond voedsel dat wordt opgenomen. Ze beschikken niet over een protonefridium, een uitscheidingsstructuur die wel voorkomt bij Platyhelminthes.

### Zenuwstelsel
Acoela bevatten een netwerk van zenuwen en een gecentreerde massa zenuwcellen, de statocyst. Uit deze massa zenuwcellen vertrekken allemaal zenuwvezels naar de epidermis en de spieren.

### Spieren

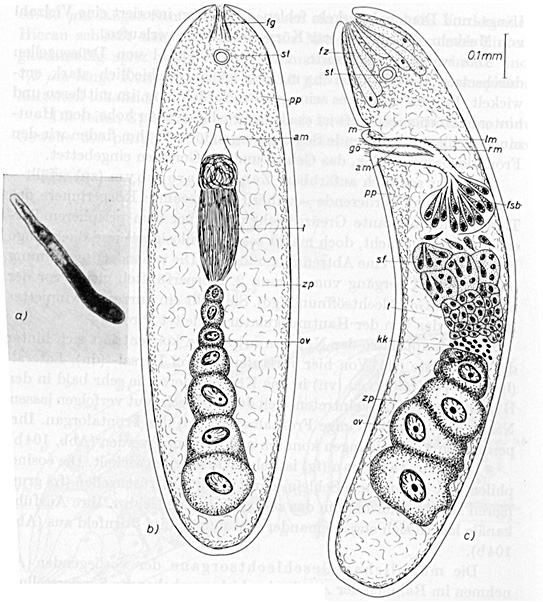
Antigonaria arenaria, een soort behorende tot de Acoela

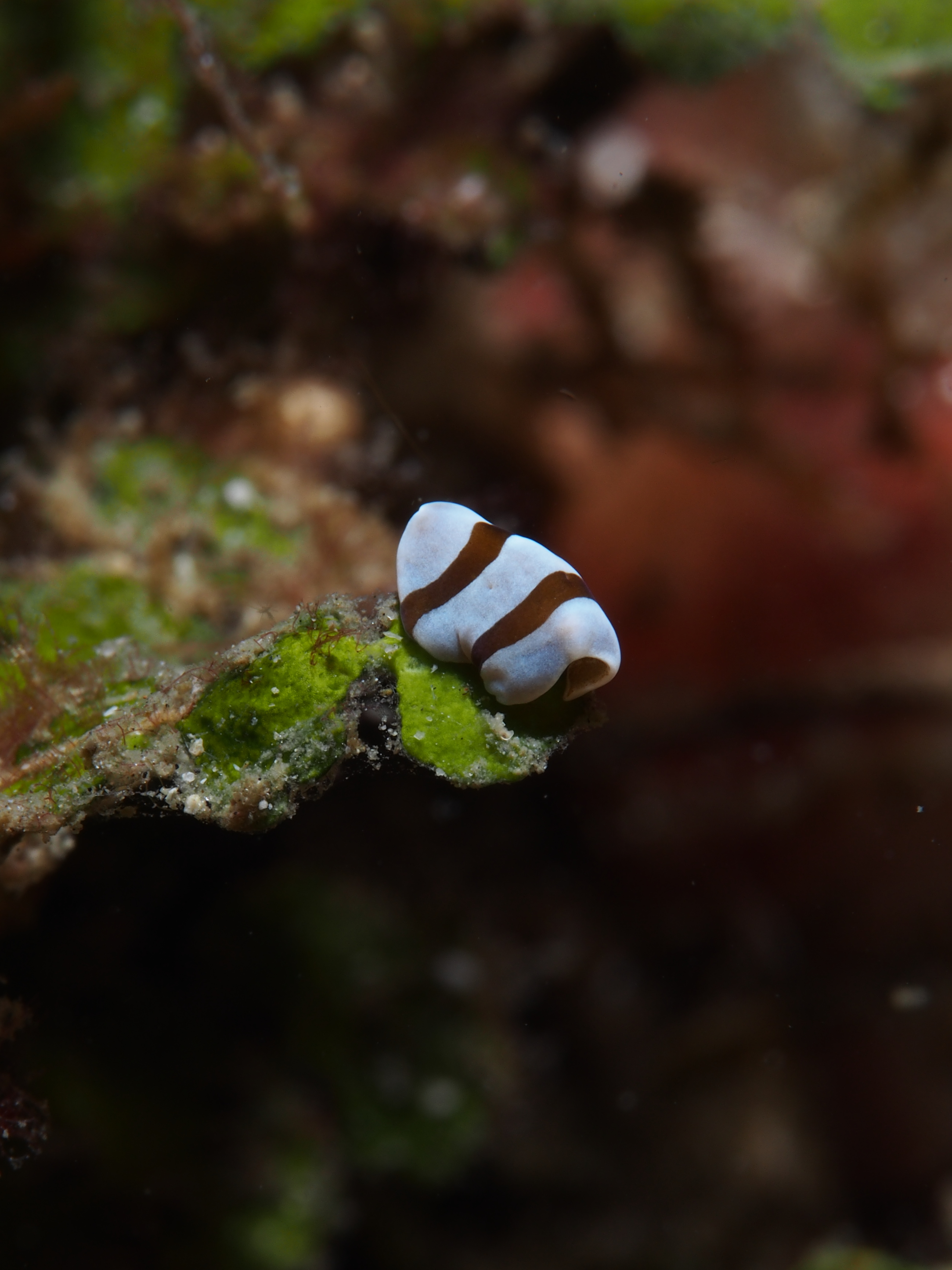
Een soort uit de familie Convolutidae op een koraal

Zowel op de epidermis als dieper in het lichaam bevinden zich spiercellen, die samen met de trilharen, instaan voor de voortbeweging van de dieren. Door deze spierbewegingen kunnen Acoela naar voedsel grijpen en deze naar binnen duwen.

## Leefomgeving
Acoela soorten leven in mariene habitats en komen voor in oceanen en zeeën van over de hele wereld. Ze bevinden zich in de zeebodem, tussen zand en grind en behoren daarom tot de meiofauna. Sommige soorten leven op ondergedompelde bladeren (bv. Hofstenia miamia) of op andere organismen (op een commensale manier). Zo leven soorten uit de geslachten Waminoa en Convolutriloba op koralen.
Veel soorten gaan in symbiose met zoöxanthellen, hierdoor krijgen Acoela een bruine kleur. 

## Voortplanting
Acoela zijn hermafrodiet. Dit betekent dat elk individu zowel mannelijke als vrouwelijke voortplantingsorganen bevat. Ze produceren dus zowel spermacellen als eicellen tijdens de meiose.

## Taxonomie
Acoela waren lange tijd onderverdeeld bij de Platyhelminthes, oftwel platwormen, vanwege hun sterk gelijkende anatomie. Ze delen bijvoorbeeld volgende eigenschappen: 
- Ze zijn tweezijdig symmetrisch.
- Ze zijn acoelomaat.
- Ze zijn plat, waardoor de verhouding oppervlakte-volume vergroot.
- Ze zijn triploblastisch.

Nieuw statistisch onderzoek bevestigt dat Acoela buiten de groep van de Platyhelminthes vallen. Acoela zijn namelijk iets eenvoudiger dan de Platyhelminthes en verschillen aan de volgende eigenschappen:  
- Ze verschillen aan het flagellum van de spermatozoa.
- Ze hebben een cilindervormige zenuwvezelstructuur in hun epidermis.
- Ze hebben geen protonefridium (zie nefridium), terwijl Platyhelminthes die wel hebben.

Er is daarnaast voldoende moleculair bewijs om de stam Xenacoelomorpha (waartoe de Acoela behoren) naast alle andere Bilateria te plaatsen (deze noemt men de Nephrozoa) in de Tree of Life.

## Naamgeving
De orde heeft zijn naam te danken aan het feit dat de soorten een coeloom missen. Dit is een lichaamsholte in het mesoderm van de meeste diersoorten uit de Nephrozoa.

## Families
Er zijn 16 families (met zekerheid) ingedeeld bij de orde van de Acoela:
- Actinoposthiidae Hooge, 2001
- Antigonariidae Dörjes, 1968
- Antroposthiidae Faubel, 1976
- Convolutidae Graff, 1905
- Dakuidae Hooge, 2003
- Diopisthoporidae Westblad, 1940
- Hallangiidae Westblad, 1946
- Hofsteniidae Bock, 1923
- Isodiametridae Hooge & Tyler, 2005
- Mecynostomidae Dörjes, 1968
- Nadinidae Dörjes, 1968
- Otocelididae Westblad, 1948
- Paratomellidae Dörjes, 1966
- Proporidae Graff, 1882
- Solenofilomorphidae Dörjes, 1968
- Taurididae Kostenko, 1989